# Disney Junior Arielle
Disney Junior Arielle oder Arielle (Originaltitel: Disney Junior Ariel oder Ariel) ist eine US-amerikanische Animationsserie. Sie stellt ein Prequel zum Film Arielle, die Meerjungfrau aus dem Jahr 2023 dar und ist für Kinder im Alter von drei bis sechs Jahren konzipiert.
Die Serie feierte am 27. Juni 2024 US-Premiere auf dem Sender Disney Junior. Am 2. September 2024 folgte die Erstausstrahlung im deutschen Fernsehen über den Disney Channel. Jedoch wurde die Episode „Der Atlantica Tag“ (aus der Folge 1x01) bereits wenige Tage zuvor, am 30. August 2024, bei YouTube veröffentlicht.

## Handlung
Arielle, die Tochter von König Triton, ist acht Jahre alt und lebt im fiktiven Unterwasser-Königreich Atlantika. Dort erlebt die junge Meerjungfrau spannende Abenteuer mit ihren Freunden, die von musikalischen Elementen begleitet werden. Sie nutzt ihre starke Stimme, um damit für andere und gelegentlich auch für sich selbst einzustehen.
Neben klassischen Figuren aus dem filmischen Original, werden auch neue Freunde der Meerjungfrau vorgestellt.

## Produktion
Die Serie wird von den Wild Canary Studios (Sitz: Burbank, Kalifornien, USA) in Zusammenarbeit mit Disney Junior produziert. Zudem sind Disney Television Animation, das französische Unternehmen Superprod und das kanadische ICON Creative Studio an der Produktion beteiligt.
Disney Junior Arielle wurde von der ausführenden Produzentin Lynne Southerland konzipiert. Die Umsetzung erfolgt zudem unter der Beteiligung von Produzentin Ezra Edmond. Norma P. Sepulveda und Keith Wagner sind als Story-Editoren tätig. Die überwachende Regie unterliegt Kuni Tomita, während die künstlerische Leitung der Serie von Chrystin Garland übernommen wird.
Das Projekt wird von der kulturellen Beraterin Dr. Patricia Saunders unterstützt, Professorin für Anglistik und hemisphärische Karibikstudien. Sean Skeete, Vorsitzender der Ensembleabteilung des Berklee College of Music, beteiligt sich als karibischer Musikberater.
Die Musik zur Serie stammt von Komponist Christopher Willis (Emmy-Gewinner). Zudem wirken die Songwriter Anthony M. Jones, Sofia Quinn, Olivia Waithe, Chantry Johnson, Michelle Zarlenga und Rosemarie Tan an der musikalischen Gestaltung mit.
Das Titellied zur Serie wird im Original von Mykal-Michelle Harris interpretiert, der englischen Synchronstimme von Arielle. Die deutsche Version wurde von der „The Voice Kids“-Finalistin Lana, zusammen mit Moderatorin und Sängerin Melissa Khalaj, eingesungen.

### Musik
Walt Disney Records produzierte einen Original-Soundtrack unter dem Titel Disney Jr. Music: Ariel. Dieser wurde am 10. Mai 2024 veröffentlicht. Als Produzenten waren Chantry Johnson und Tone Jones für das Projekt tätig. Das Album beinhaltet zehn Titel aus der Serie und wird von der Universal Music Group vertrieben.
| Disney Jr. Music: Ariel | Disney Jr. Music: Ariel | Disney Jr. Music: Ariel | Disney Jr. Music: Ariel |
| Nr.                     | Spieldauer              | Titel                   | Ref.                    |
| ----------------------- | ----------------------- | ----------------------- | ----------------------- |
| 1                       | 1:36                    | Ariel (Theme Song)      | [ 15 ]                  |
| 2                       | 1:36                    | Shimmer                 | [ 15 ]                  |
| 3                       | 1:56                    | Making Waves            | [ 15 ]                  |
| 4                       | 2:27                    | One Colorful Ocean      | [ 15 ]                  |
| 5                       | 1:51                    | Zim Zam Bazoo           | [ 15 ]                  |
| 6                       | 1:34                    | Let Your Music Play     | [ 15 ]                  |
| 7                       | 1:36                    | So Many Flavors         | [ 15 ]                  |
| 8                       | 1:17                    | Sebastian’s Song        | [ 15 ]                  |
| 9                       | 2:06                    | Trust in What You Know  | [ 15 ]                  |
| 10                      | 1:41                    | Enjoy the Ride          | [ 15 ]                  |

Das Titellied wurde am 23. August 2024 auch in Deutschland als Vollversion veröffentlicht.

## Synchronisation
Die deutsche Synchronfassung entsteht bei der Iyuno Germany GmbH in Berlin, unter der Dialogregie und nach einem Buch von Josephine Schmidt. Achim Götz ist der musikalische Leiter des Projektes, während die Liedtexte in der deutschen Fassung von Michael Ernst stammen.
| Rolle             | Originalsprecher         | Deutscher Sprecher |
| ----------------- | ------------------------ | ------------------ |
| Arielle (Sprache) | Mykal-Michelle Harris    | Marleen Jakob      |
| Arielle (Gesang)  | Mykal-Michelle Harris    | Chiara Tanfal      |
| Alanna            | Jessica Mikayla          | Karolina Nägele    |
| Ayanna            | Dana Heath               | Isabella Vinet     |
| Fabius            | Gracen Newton            | Amira Leisner      |
| Fernie            | Cruz Flateau             | Mascha Raykhman    |
| Lucia             | Elizabeth Phoenix Caro   | Marija Mauer       |
| Ravi              | Parvesh Cheena           | Karlo Hackenberger |
| Sebastian         | Kevin Michael Richardson | Oliver Siebeck     |
| Triton            | Taye Diggs               | Tobias Schmitz     |
| Ursula            | Amber Riley              | Elisa Bannat       |

## Episodenliste

### Staffel 1
| Nummer (gesamt) | Nummer (gesamt) | Nummer (Staffel) | Nummer (Staffel) | Deutscher Titel                  | Deutschsprachige Erstausstrahlung (Disney Channel) | Originaltitel                | Erstausstrahlung USA (Disney Junior) |
| --------------- | --------------- | ---------------- | ---------------- | -------------------------------- | -------------------------------------------------- | ---------------------------- | ------------------------------------ |
| 1               | a               | 1                | a                | Der Atlantika-Tag                | 2. September 2024 (30. August 2024 auf YouTube)    | Atlantica Day                | 27. Juni 2024                        |
| 1               | b               | 1                | b                | Gewinnergeist                    | 2. September 2024                                  | A Winner’s Spirit            | 27. Juni 2024                        |
| 2               | a               | 2                | a                | Ursulas Magiecamp                | 3. September 2024                                  | Ursula’s Magic Camp          | 27. Juni 2024                        |
| 2               | b               | 2                | b                | Fernies Notizbuch                | 3. September 2024                                  | Fernie’s Notebook            | 27. Juni 2024                        |
| 3               | a               | 3                | a                | Kristallhöhlendieb               | 4. September 2024                                  | Crystal Cavern Caper         | 28. Juni 2024                        |
| 3               | b               | 3                | b                | Die große kleine Fahne           | 4. September 2024                                  | A Banner Moment              | 28. Juni 2024                        |
| 4               | a               | 4                | a                | Die endlose Übernachtungsparty   | 5. September 2024                                  | The Endless Sleepover        | 5. Juli 2024                         |
| 4               | b               | 4                | b                | Das Tochter-Vater-Abendessen     | 5. September 2024                                  | Daddy Daughter Dinner        | 5. Juli 2024                         |
| 5               | a               | 5                | a                | Kleine Nachahmerin               | 6. September 2024                                  | Copy Catfish                 | 12. Juli 2024                        |
| 5               | b               | 5                | b                | Fröhlicher Krabbentag            | 6. September 2024                                  | Happy Crabby Day             | 12. Juli 2024                        |
| 6               | a               | 6                | a                | Smoothie-Durcheinander           | 9. September 2024                                  | Smoothie Shake-Up            | 19. Juli 2024                        |
| 6               | b               | 6                | b                | Familienfototag                  | 9. September 2024                                  | Family Picture Day           | 19. Juli 2024                        |
| 7               | a               | 7                | a                | Die Tintenbabysitterin           | 10. September 2024                                 | The Cuttlebaby Sitter        | 26. Juli 2024                        |
| 7               | b               | 7                | b                | Teamkapitän Fabius               | 10. September 2024                                 | Flounder the Leader          | 26. Juli 2024                        |
| 8               | a               | 8                | a                | Das Putzteam                     | 11. September 2024                                 | The Clean Team               | 2. August 2024                       |
| 8               | b               | 8                | b                | Muschelmäuschenstill             | 11. September 2024                                 | Clamming Up                  | 2. August 2024                       |
| 9               | a               | 9                | a                | Der singende Delfin              | 19. November 2024                                  | The Singing Dolphin          | 9. August 2024                       |
| 9               | b               | 9                | b                | Glücks-Party-Klatsch-Spiel       | 20. November 2024                                  | The Happy Patty Clap         | 9. August 2024                       |
| 10              | a               | 10               | a                | Ravi und Navi                    | 21. November 2024                                  | Ravi and Navi                | 16. August 2024                      |
| 10              | b               | 10               | b                | Koch Fabius                      | 22. November 2024                                  | Chef Flounder                | 16. August 2024                      |
| 11              | a               | 11               | a                | Der mutige kleine Barsch         | 25. November 2024                                  | The Brave Little Goby        | 30. August 2024                      |
| 11              | b               | 11               | b                | Triton als Kind                  | 26. November 2024                                  | Kid Triton                   | 30. August 2024                      |
| 12              | a               | 12               | a                | Arielles unglaubliche Geschichte | 27. November 2024                                  | Ariel’s Tall Mer-Tale        | 6. September 2024                    |
| 12              | b               | 12               | b                | Remy, der Hausgast               | 28. November 2024                                  | Remy, the Houseguest         | 6. September 2024                    |
| 13              | a               | 13               | a                | Die Legende von La Sirenusca     | 18. November 2024                                  | La Sirenusca                 | 30. September 2024                   |
| 13              | b               | 13               | b                | Der Ersatz-Sebastian             | 18. November 2024                                  | Substitute Sebastian         | 30. September 2024                   |
| 14              | a               | 14               | a                | Das Drachenmonster               | 29. November 2024                                  | The Kite Monster Legend      | 4. Oktober 2024                      |
| 14              | b               | 14               | b                | Der spukhafte Spiegelstreich     | 29. November 2024                                  | The Spooky Mirror Trick      | 4. Oktober 2024                      |
| 15              | a               | 15               | a                | Fernie kann nicht einschlafen    | 19. Mai 2025                                       | Fernie’s Dra Konfó           | 25. Oktober 2024                     |
| 15              | b               | 15               | b                | Lucia, Lucia, Lucia!             | 19. Mai 2025                                       | Lucia, Lucia, Lucia!         | 25. Oktober 2024                     |
| 16              | a               | 16               | a                | Der verloren gegangene Hundfisch | 20. Mai 2025                                       | The Lost Dogfish             | 8. November 2024                     |
| 16              | b               | 16               | b                | Schwimm-Scouts                   | 20. Mai 2025                                       | Swim Scouts                  | 8. November 2024                     |
| 17              | a               | 17               | a                | Der Papa-Tochter-Abenteuertag    | 21. Mai 2025                                       | Daddy Daughter Adventure Day | 29. November 2024                    |
| 17              | b               | 17               | b                | Die Regenbogen-Meereshöhlen      | 21. Mai 2025                                       | Rainbow Sea Caves            | 29. November 2024                    |
| 18              | a               | 18               | a                | Fabius’ Weihnachtswunsch         | 6. Dezember 2024                                   | Flounder’s Christmas Letter  | 2. Dezember 2024                     |
| 18              | b               | 18               | b                | Die Weihnachts-Spendenaktion     | 6. Dezember 2024                                   | Holiday Toy Box Trouble      | 2. Dezember 2024                     |
| 19              | a               | 19               | a                | Die große Gartenschau            | 21. Mai 2025                                       | The Great Big Garden Show    | 10. Januar 2025                      |
| 19              | b               | 19               | b                | Der Meeresschnupfen              | 21. Mai 2025                                       | The Sea Sniffles             | 10. Januar 2025                      |
| 20              | a               | 20               | a                | Razzle Dazzle                    | 21. Mai 2025                                       | Razzle Dazzle                | 7. Februar 2025                      |
| 20              | b               | 20               | b                | Fernies Festwagen                | 21. Mai 2025                                       | Fernie’s Float               | 7. Februar 2025                      |
| 21              | a               | 21               | a                | Jewels gewinnt immer             | 23. Mai 2025                                       | Jewels the Winner            | 7. März 2025                         |
| 21              | b               | 21               | b                | Abuelitas Schal                  | 23. Mai 2025                                       | Abuelita’s Shawl             | 7. März 2025                         |
| 22              | a               | 22               | a                | Ein magisches Hatschi            | 27. Mai 2025                                       | A Magical Achoo!             | 12. März 2025                        |
| 22              | b               | 22               | b                | Sind wir endlich da?             | 27. Mai 2025                                       | Are We There Yet?            | 12. März 2025                        |
| 23              | a               | 23               | a                | Ebb und Flo in der Show          | 26. Mai 2025                                       | Best In Ebb & Flo            | 23. Mai 2025                         |
| 23              | b               | 23               | b                | Ich, mit mir, allein             | 26. Mai 2025                                       | Me, My Shell, and I          | 23. Mai 2025                         |

## Meerjungfrauen-Geschichten
Die Meerjungfrauen-Geschichten (Originaltitel: Ariel: Mermaid Tales) sind ein Spin-off zur Disney-Junior-Serie, dass aus einer Reihe von Kurzfilmen besteht. Inhaltlich folgen sie den Charakteren der Hauptserie und begleiten diese auf spannende Abenteuer in Atlantica. Die erste Folge („Arielles Schimmerflosse“) wurde in den USA und in Deutschland zunächst auf YouTube veröffentlicht. Auch die Folge Arielles Palastführung feierte ihre Deutschlandpremiere bei dem Videoportal. Die komplette Serie war ab dem 5. Juni 2024 in den USA und ab dem 4. September 2024 in Deutschland bei Disney+ verfügbar.
| Nr. | Deutscher Titel                | Deutschsprachige Erstausstrahlung | Originaltitel           | Erstausstrahlung USA |
| --- | ------------------------------ | --------------------------------- | ----------------------- | -------------------- |
| 1   | Arielles Schimmerflosse        | 23.08.2024 (YouTube)              | Ariel’s Tail            | 04.06.2024 (YouTube) |
| 2   | Das Leise-Spiel                | 04.09.2024 (Disney+)              | The Quiet Game          | 05.06.2024 (Disney+) |
| 3   | Palast-Rätsel                  | 04.09.2024 (Disney+)              | Palace Puzzle           | 05.06.2024 (Disney+) |
| 4   | Arielles Palastführung         | 16.08.2024 (YouTube)              | Ariel’s Palace Tour     | 05.06.2024 (Disney+) |
| 5   | Der Freundschafts-Smoothie     | 04.09.2024 (Disney+)              | The Friendship Smoothie | 05.06.2024 (Disney+) |
| 6   | Ein modischer Notfall          | 04.09.2024 (Disney+)              | A Fashion Emergency     | 05.06.2024 (Disney+) |
| 7   | Das Verkleidungs-Durcheinander | 04.09.2024 (Disney+)              | Dress Up Mess Up        | 05.06.2024 (Disney+) |
| 8   | Zauberhaftes Frühstück         | 04.09.2024 (Disney+)              | Magic Breakfast         | 05.06.2024 (Disney+) |
| 9   | Der lustige Trompetenfisch     | 04.09.2024 (Disney+)              | The Silly Trumpetfish   | 05.06.2024 (Disney+) |
| 10  | Schluckauf ohne Ende           | 04.09.2024 (Disney+)              | Hiccup Gone Amuck       | 05.06.2024 (Disney+) |

## Trivia
- Disney Junior Arielle spielt in der Karibik und beleuchtet die dortige Kultur durch Musik, Speisen, Mode, Sprache und Folklore.[6]
- Während der Hauptcharakter Arielle an die Schauspielerin Halle Bailey aus der Live-Action-Verfilmung von 2023 angelehnt ist, sind ihre tierischen Begleiter den alten Zeichentrick-Designs der Original-Verfilmung aus dem Jahr 1989 nachempfunden.[2][20]